# گربه‌ماهیان قلمی
گربه‌ماهیان قلمی (Trichomycteridae) خانواده ای از گربه ماهی است که معمولاً به عنوان گربه ماهی مدادی یا گربه ماهی انگلی شناخته می شود. این خانواده شامل ماهی کاندیرو (Vandellia cirrhosa) است که برخی افراد به دلیل ادعای بی اساس مبنی بر وارد شدن این ماهی به مجرای ادرار انسان، از آن می ترسند. آنها یکی از معدود طنابداران انگلی هستند. گونه دیگر مونسفوانو (Trichomycterus punctulatus) است که در فرهنگ موچه بسیار مهم بود و هنوز بخش مهمی از غذاهای پرو است. 
واردات تمام گونه های این خانواده به مناطق مختلف آمریکا ممنوع است. 

## طبقه بندی
خانواده گربه‌ماهیان قلمی شامل حدود 42 جنس و 286 گونه توصیف شده است.  آنها دومین خانواده متنوع از ابرخانواده مکنده‌دهان‌واران هستند.  گونه های متعددی از این خانواده وجود دارد که هنوز توصیف نشده باقی مانده اند. 
تک‌تباری در گربه‌ماهیان قلمی امری عادی‌ است.  این خانواده به هشت زیر خانواده تقسیم شده است. تنها زیرخانواده‌ای که تک‌تبار نیست، بزرگ‌ترین آن و مربوط گربه‌ماهیان قلمی است.  یک کلاد بزرگ در گربه‌ماهیان قلمی نیز پیشنهاد شده است که شامل زیرخانواده های Tridentinae، Stegophilinae، Vandelliinae، Sarcoglanidinae و Glanapteryginae می شود. این کلاد بزرگ به نوبه خود یک گروه تک‌تبار بزرگتر با دو جنس Ituglanis و Scleronema را تشکیل می‌دهد. دو جنس اخیر در هیچ یک از زیرخانواده ها طبقه بندی نمی شوند.  زیرخانواده های پایه Copionodontinae و Trichogeninae گروه های خواهر یکدیگر هستند و با هم یک کلاد را تشکیل می دهند که خواهر بقیه گربه‌ماهیان قلمی است. 
زیرخانواده ها و جنس ها عبارتند از: 
- - Copionodon
  - Glaphyropoma
- زیرخانواده Glanapteryginae
  - Glanapteryx
  - Listrura
  - Pygidianops
  - Typhlobelus
- زیرخانواده Sarcoglanidinae
  - Ammoglanis
  - Malacoglanis
  - Microcambeva
  - Sarcoglanis
  - Stauroglanis
  - Stenolicmus
- زیرخانواده Stegophilinae
  - Acanthopoma
  - Apomatoceros
  - Haemomaster
  - Henonemus
  - Homodiaetus
  - Megalocentor
  - Ochmacanthus
  - Parastegophilus
  - Pareiodon
  - Pseudostegophilus
  - Schultzichthys
  - Stegophilus
- زیرخانواده Trichogeninae
  - Trichogenes
- زیرخانواده Trichomycterinae
  - Bullockia
  - Eremophilus
  - Hatcheria
  - Ituglanis
  - Rhizosomichthys
  - Scleronema
  - Silvinichthys
  - Trichomycterus
- زیرخانواده Tridentinae
  - Miuroglanis
  - Tridens
  - Tridensimilis
  - Tridentopsis
- زیرخانواده Vandelliinae
  - Paracanthopoma
  - Paravandellia
  - Plectrochilus
  - Vandellia

## توزیع
گربه‌ماهیان قلمی بیشترین پراکندگی را در میان خانواده های گربه ماهی دارد.  و به طور گسترده در سراسر منطقه نو‌حاره‌ای توزیع شده است.  خاستگاه این ماهی ها سراسر آب های شیرین کاستاریکا، پاناما و سرتاسر آمریکای جنوبی میباشد.  این خانواده از پاناما به سمت جنوب تا شیلی و آرژانتین گسترش یافته است. 
بدن این ماهی ها به طور معمول برهنه و بحالت کشیده است. سبیلک چانه معمولاً وجود ندارد، سبیلک بینی معمولاً وجود دارد و معمولاً دو جفت سبیلک در فک بالا وجود دارد. بیشتر این ماهی ها فاقد باله چربی هستند و برخی نیز فاقد باله لگنی هستند. 
بسیاری از اعضای این خانواده دارای اندازه خیلی کوچک هستند که به عنوان "کوچک شده" در نظر گرفته شوند به طوری که اندازه آنها از ۲٫۶ سانتیمتر (۱٫۰ اینچ) تجاوز نمیکند.

## مراجع
1. 1 2  "Trichomycteridae". سیستم اطلاعاتی جامع تاکسونومیک.
2. ↑  Fondazioneslowfood: Life monsefuano.
3. ↑  Ferraris, Carl J. Jr. (2007). "Checklist of catfishes, recent and fossil (Osteichthyes: Siluriformes), and catalogue of siluriform primary types" (PDF). Zootaxa. 1418: 1–628. doi:10.11646/zootaxa.1418.1.1. Retrieved 2009-06-24.
4. 1 2 3  Datovo, Aléssio; Landim, Maria Isabel (2005). "Ituglanis macunaima, a new catfish from the Rio Araguaia basin, Brazil (Siluriformes: Trichomycteridae)". Neotropical Ichthyology. 3 (4): 455–464. doi:10.1590/S1679-62252005000400002.
5. 1 2  Fernández, Luis; de Pinna, Mario C. C. (2005).  Armbruster, J. W. (ed.). "Phreatic Catfish of the Genus Silvinichthys from Southern South America (Teleostei, Siluriformes, Trichomycteridae)". Copeia. 2005 (1): 100–108. doi:10.1643/CI-03-158R2.
6. ↑  Bichuette, Maria Elina; de Pinna, Mario César Cardoso; Trajano, Eleonora (2008). "A new species of Glaphyropoma: the first subterranean copionodontine catfish and the first occurrence of opercular odontodes in the subfamily (Siluriformes: Trichomycteridae)" (PDF). Neotropical Ichthyology. 6 (3): 301–306. doi:10.1590/S1679-62252008000300002.
7. 1 2  Koch, Walter Rudolf (30 September 2002). "Revisão Taxonômica do Gênero Homodiaetus (Teleostei, Siluriformes, Trichomycteridae) (Portuguese)" (PDF). Iheringia, Sér. Zool., Porto Alegre. 92 (3): 33–46. doi:10.1590/s0073-47212002000300004. Retrieved 2009-06-24.
8. ↑  Schaefer, Scott A.; Provenzano, Francisco; de Pinna, Mario; Baskin, Jonathan N. (November 29, 2005). "New and Noteworthy Venezuelan Glanapterygine Catfishes (Siluriformes, Trichomycteridae), with Discussion of Their Biogeography and Psammophily" (PDF). American Museum Novitates (3496): 1–27. doi:10.1206/0003-0082(2005)496[0001:NANVGC]2.0.CO;2. Retrieved 2009-06-24.